# プラゾマイシン
プラゾマイシン（英: Plazomicin）は、Zemdriの商品名で販売されている複雑な尿路感染症の治療に使用されるアミノグリコシド系抗生物質である。2019年現在、他の治療ができない場合にのみ推奨されている.。静脈注射で投与される。
一般的な副作用には、腎不全、下痢、吐き気、血圧変化などがある。その他の重篤な副作用には、難聴、クロストリジウム・ディフィシル腸炎、アナフィラキシー、筋力低下などがある 。妊娠中の使用は胎児に有害である可能性がある。プラゾマイシンは細菌がタンパク質を生産する能力を阻害することによって作用する.。
プラゾマイシンは2018年に米国で医療用として承認された[ 。WHO必須医薬品モデル・リストに記載されている。

## 医療用
プラゾマイシンは、アメリカ食品医薬品局（FDA）により、大腸菌、クレブシエラ・ニューモニエ、Proteus mirabilis、またはエンテロバクター・クロアカによる腎盂腎炎を含む複雑な尿路感染症で、他の治療が限られている、またはない成人患者を対象に承認されている。Zemdriは1日1回点滴静注で投与される。FDAは、有効性が示されなかったため血流感染症の治療に対する承認をしなかった。The lack of demonstrated effectiveness was not so much about the antibiotic itself being ineffective so much as the low enrollment rate for the study.しかし、マウスモデルを用いた研究では、高い生存率が示された。
プラゾマイシンは、メチシリン耐性黄色ブドウ球菌、バンコマイシン耐性黄色ブドウ球菌に対してダプトマイシンまたはセフトビプロールと併用した場合、緑膿菌に対してセフェピム、ドリペネム、イミペネムまたはピペラシリン・タゾバクタムと併用した場合にin vitroで相乗効果を示すことが報告されている。また、カルバペネム耐性Acinetobacter baumanniiに対してもin vitroで強力な活性を示す。プラゾマイシンはメロペネムより劣っていないことが判明した。

## 歴史
プラゾマイシンはバイオテクノロジー企業のAchaogenによって開発された。2012年、アメリカ食品医薬品局はプラゾマイシンの開発と規制審査についてfast track designationを与えた。 FDAは2018年、複雑な尿路結石を有し、他の治療が限られている、またはない成人に対してプラゾマイシンを承認した。Achaogenは、この薬の有力な市場を見つけることができず、数ヵ月後に破産宣告した。破産手続きのひとつとして、プラゾマイシンの権利は現在ZEMDRIを販売しているシプラUSAに売却された。現在、米国市場ではプラゾマイシンの後発医薬品は販売されていない。

## 合成
It is derived from sisomicin by appending a hydroxy-aminobutyric acid substituent at position 1 and a hydroxyethyl substituent at position 6'. The latter makes it impervious to acetylation (deactivation) by Aminoglycoside Acetyltransferase 6'-N- Type Ib (AAC(6')-Ib), the most prevalent AAC enzyme.

## 名称
プラゾミシンは国際一般名（INN）である。